# Thierry Pata
Pour les articles homonymes, voir Pata.
Thierry Pata est un nageur français né le 12 février 1965.
À l'âge de 14 ans, il rentre au CNEA Font-Romeu (centre national d'entraînement en altitude de Font-Romeu), puis, à 19 ans il est membre de l'équipe de France aux Jeux olympiques d'été de 1984 à Los Angeles, prenant part au 200 mètres brasse (terminant deuxième de la finale B) et au relais 4 × 100 mètres quatre nages (où les Français sont éliminés au premier tour). Il sera donc le 10e meilleur brasseur mondial de 1984 jusqu'aux Jeux olympiques d'été de 1988 à Séoul, où il ne sera pas qualifié pour 5 centièmes.
Il est champion de France du 50 mètres brasse à deux reprises (hiver 1985 et été 1988), du 100 mètres brasse à cinq reprises (hiver 1984, hiver et été 1986, hiver 1987 et hiver 1988), du 200 mètres brasse à neuf reprises (hiver et été 1983, hiver et été 1984, hiver et été 1985, hiver et été 1986 et hiver 1987).
Il a détenu 11 records de France : 9 en 200 mètres brasse (02:21.65 (19 ans)/ 02:21.51 (19 ans)/ 02:21.11 (19 ans)/ 02:20.68 (19 ans)/ 02:20.14 (19 ans)/ 02:20.05 (19 ans)/ 02:19.59 (19 ans)/ 02:19.16 (21 ans)/ 02:18.69 (23 ans)), 1 record en 100 mètres brasse (01:04.67 (23 ans)) et 1 record en 50 mètres brasse (00:31.42 (19 ans)). 
Il détient 2 records régionaux : 1 en 50 mètres brasse (00:32.31 (41 ans)) et 1 en 100 mètres brasse (1:11.30 (41 ans)), et 2 records départementaux : 1 en 50 mètres brasse (00:32.31 (41 ans)) et 1 en 100 mètres brasse (1:11.30 (41 ans)).
En club, il a été licencié à l'Union Sportive du Tournebride Hayange USTH au Mulhouse Olympic Natation et à Canet 66 Natation.
Thierry Pata a fait ses dernières courses à l'âge de 47 ans et il est le 1er Canétois sélectionné aux Jeux olympiques.